# Danger – Love at Work
Danger – Love at Work ist eine US-amerikanische Screwball-Komödie des österreichischen Regisseurs Otto Preminger aus dem Jahr 1937. In dem von 20th Century Fox produzierten Film sind Ann Sothern und Jack Haley in den Hauptrollen zu sehen.

## Handlung
Henry MacMorrow, ein junger Anwalt, bekommt die Aufgabe, Unterschriften der Familie Pemberton zu sammeln, damit ein Grundstück, das sie besitzen, verkauft werden kann. Zwischen Henry und der Tochter der Familie, Toni, entsteht daraufhin eine Liebesbeziehung.

## Hintergrund
Ursprünglich sollte Simone Simon die Rolle der Toni Pemberton übernehmen, allerdings kam dies aufgrund ihres starken französischen Akzents nicht zustande.